# Sec-ブチルアミン
sec-ブチルアミン（セカンダリーブチルアミン、英: sec-Butylamine）は、化学式C4H11Nで表される脂肪族アミンの一種。R体とS体の立体異性体があり、CAS登録番号はR体が13250-12-9、S体が513-49-5、ラセミ体が13952-84-6。

## 用途
農業用殺菌剤・除草剤として使用されるほか、有機合成化学の中間体となる。

## 安全性
日本の消防法では第4類危険物第1石油類に分類される
揮発性と引火性があり、蒸気と空気が混合すると爆発性の気体となる。蒸気は空気より重い。眼、皮膚、気道に対して腐食性がある。アミン臭があり、嗅覚閾値は0.17ppmである